# イスラエル人の一覧
イスラエル人の一覧（イスラエルじんのいちらん）

## 現代イスラエル

### ア行
- シュムエル・ノアハ・アイゼンシュタット - 社会学者
- イスラエル・アウマン（ロバート・オーマン） - 経済学者・数学者。ノーベル経済学賞（2005年）
- ヤコブ・アガム - 彫刻家
- シュムエル・ヨセフ・アグノン - 作家。ノーベル文学賞受賞者
- シュムエル・アシュケナジ - ヴァイオリニスト
- アハロン・アッペルフェルド - 作家
- モーシェ・アツモン - 指揮者
- ダニエル・アドニ - ピアニスト
- エマヌエル・アドラー - 国際関係研究者
- アハド・ハアム
- エマヌエル・アミラン - ポピュラー作曲家
- ヤキール・アハラノフ
- イェフダー・アルカライ - ラビ。宗教シオニズムの先駆
- イダン・レイチェル - プロデューサー・ポップシンガー
- ナタン・アルテルマン
- モーシェ・アレンス - 政治家
- ニッシム・アロニ

- アブラハム・B・イェホシュア - 作家
- エリアフ・インバル
- エゼル・ヴァイツマン（エゼル・ワイツマン）
- ハイム・ヴァイツマン
- デブラ・ウィンガー

- レヴィ・エシュコル
- アバ・エバン - 政治家
- アブラハム・エベン＝ショシャン - ヘブライ語学者
- エルサレムSQ - 音楽家集団
- アベル・エールリヒ - 現代音楽作曲家
- ヨエル・エンゲル（ユーリー・エンゲリ） - 作曲家

- アモス・オズ（クラウスナー） - 作家
- ベン＝ツィオン・オルガド - 現代音楽作曲家

### カ行
- オルリ・カステル＝ブルーム - 作家
- モシェ・カツァブ
- エフライム・カツィール
- メナシェ・カディシュマン - 彫刻家
- マアネー＝カッツ（マン・カッツ） - 芸術家
- ガル・ガドット - 俳優
- ヨラム・カニュク - 作家
- ダニエル・カーネマン
- ヴャチェスラフ・ガネーリン - リトアニア出身のジャズミュージシャン・作曲家
- ダニ・カラヴァン
- カルドシュ・ジェルジ - 作家
- エフライム・キション（キシュホント・フェレンツ、ホッフマン・フェレンツ） - 作家
- アモス・ギタイ
- イヴリー・ギトリス（イブリー・ギトリス）
- サフラ・キャッツ - 実業家
- ヨシュア・クナズ - 作家。
- ヨーゼフ・クラウスナー - 宗教学者
- オットー・クレンペラー
- ダヴィド・グロスマン（デイヴィッド・グロスマン） - 作家
- デニス・ゲイツゴリ
- ユリ・ゲラー
- エトガル・ケレット　-　作家
- エリ・コーヘン
  - エリ・コーヘン (1949年生の政治家)
  - エリ・コーヘン (1972年生の政治家)
  - エリ・コーヘン (映画監督)
  - エリ・コーヘン (スパイ)
- シュムーエール・コーヘーン - ハーティクワー編曲者
- イタマール・ゴラン
- ナフーム・ゴルトマン
- ガブリエル・ゴロデツキー （テルアビブ大学国際関係センター所長、ロシア専門家）
- ハンス・コーン - 歴史学者

### サ行
- ネーサン・サイバーグ
- ハイム・サバン - 事業家・作曲家
- ザルモン - 作曲家

- ナオミ・シェメル - ポピュラー作曲家
- サハロン・シェラハ
- ノアム・シェリフ - 現代音楽作曲家
- エルンスト・ジーモン（アキバ・シモン） - 哲学者、教育家、近代シオニズム思想家
- ジーン・シモンズ - キッスのリーダー
- イリヤ・ピアテスキー・シャピロ - 数学者
- モーシェ・シャミール
- ナタン・シャランスキー（アナトリー・シチャランスキー）
- ザルマン・シャザール
- ギル・シャハム - バイオリニスト
- ナタン・シャハム - 作家
- アントン・シャマス - 作家。アラブ人
- アディ・シャミア（シャミール）
- イツハク・シャミール
- モーシェ・シャレット
- メイール・シャレブ - 作家
- アリエル・シャロン
- エーリヒ・シュテルンベルク - 作曲家
- ヨアヒム・シュトゥチェフスキー（ヨアヒム・ストゥチェウスキー） - 作曲家
- イサイ・シュール（イサイ・シューア） - 数学者
- アブラハム・シュロンスキー - ウクライナ出身の作家
- ゲルショム・ショーレム

- アブラハム・スツケヴェル - リトアニア出身のイディッシュ語作家
- アンナ・スマシュノワ

- モルデカイ・ゼイラ - ポピュラー作曲家
- レハバム・ゼエビ
- モルデカイ・セテル - 作曲家
- セネシュ・ハンナ

- ヘンリエッタ・ソールド

### タ行
- ラム・ダ＝オズ - 現代音楽作曲家
- アヴィグドル・ダガン - 作家
- モーシェ・ダヤン
- イスラエル・タル - イスラエル国防軍将軍。国産戦車メルカバ開発の中心人物
- ヨアフ・タルミ
- ベンヤミン・タンムーズ - 作家
- ハヤ・チェルノヴィン - 作曲家
- アーロン・チカノーバー - ノーベル化学賞(2004年)
- アルノルト・ツヴァイク
- ピンハス・ツケルマン
- メイール・ディゼンゴフ - 政治家
- オットー・テプリッツ - 数学者
- エイモス・トヴァスキー - 心理学者
- ハビーブ・トウマ - 現代音楽作曲家。アラブ人
- トポル（ハイム・トポル） - 俳優

### ナ行
- ガザのナタン - ガザのラビであり、シャブタイ・ベン＝ツビの支持者
- ユヴァル・ネーマン
- ベンヤミン・ネタニヤフ
- ヨナタン・ネタニヤフ
- ミハエル・ネグリン（ハンガリー語版） - コスチューム・ジュエリー（フランス語版）デザイナー

### ハ行
- ローマン・ハウベンシュトック＝ラマティ - 作曲家
- ジグムント・バウマン - 社会学者
- ラルフ・バクシ - イスラエル出身のアメリカのアニメーション作家（クリムチャク人）
- オフラ・ハザ - 音楽家。イエメン・ユダヤ人
- オーフラ・ハーノイ
- ガリット・チャイト(ガリット･ハヤト) - アイスダンス選手。
- モルデハイ・ヴァヌヌ
- エフード・バラック
- ユヴァル・ノア・ハラリ - 歴史学者
- メイール・バル＝イラン
- ルドルフ・バルシャイ
- シムハ・バルビロ - 声優
- パールトシュ・エデン - 作曲家
- ハルペン・ジャック
- イツァーク・パールマン
- ダニエル・バレンボイム
- アミール・バン & シャイ・ブシンスキー - コンピュータチェス・プログラム「Junior」発明者

- ハイム・ナフマン・ビアリク - 国民詩人
- シュロミ・ビトン - ダンサー
- ヨッスル・ビルシュテイン - 作家
- デイヴィッド・ピンスキ
- オデッド・フェール - 俳優
- マルティン・ブーバー
- イェヘズケール・ブラウン - 作曲家
- エウド・フルショフスキー
- ボリス・ブルツクス - 経済学者
- ヨセフ・ハイム・ブレンネル - 作家。
- マックス・ブロート
- イェフィム・ブロンフマン - ピアニスト。
- メナヘム・ベギン
- アブラム・ハーシュコ（ヘルシュコ） - ノーベル化学賞(2004年)。
- ハイム・ヘルツォグ
- ガリー・ベルティーニ - 指揮者
- ヨシフ・ベルンシュタイン - 数学者
- シモン・ペレス
- エリエゼル・ベン＝イェフダー
- ベン＝エイミ・ベン・イスラエル - 宗教家（ブラック・ジューを名乗る非改宗者）
- ダヴィド・ベン＝グリオン
- イツハク・ベン＝ツヴィ
- イツハク・ベン＝ネール
- タル・ベン＝ハイム
- パウル・ベン＝ハイム - 作曲家。

- アレクサンデル・ボスコヴィッチ - 作曲家
- ナタリー・ポートマン - 俳優
- ポルガール・ラースロー - チェスプレイヤー
  - ポルガール・ジョーフィア
- ヴィクトル・ホルスティング ～ ヴィクター&ロルフ
- ハンス・ヤーコプ・ポロツキー - 言語学者
- バーニ・フィンク - 彫刻家

### マ行
- アミ・マアヤーニ - 現代音楽作曲家
- ミッシャ・マイスキー
- ユダ・レオン・マグネス
- サミー・ミハエル - 作家。
- シュロモ・ミンツ
- ゴルダ・メイア
- アハロン・メゲド - 作家。
- エーリヒ・メンデルゾーン - 建築家
- ジョエル・モーゼス

### ヤ行
- マルセル・ヤンコ

### ラ行
- マルク・ラヴリ - 作曲家
- ジュリオ・ラカ
- ヨセフ・ラズ（ジョーゼフ・ラズ） - 哲学者
- エルゼ・ラスカー＝シューラー - 表現主義の代表者の一人
- ローベルト・ラハマン - 音楽学者
- メナシェ・ラビナ - ポピュラー作曲家
- イツハク・ラビン
- ハイム・メナヘム・ラビン - セム語学者
- イラン・ラモン
- リモール・リブナット
- ツィッピー・リヴニ
- ジェリー・ルービン
- ルーベン・ルービン - 画家
- サラ・レヴィ＝タンナイ - ポピュラー作曲家、ダンス・カンパニー開設者。イエメン・ユダヤ人
- ダニエラ・ルガシー - オペラ歌手
- シュキ・レヴィ - 作曲家
- ガイ・ロシニアク - 俳優
- ナタン・ローゼン（ネイサン） - EPRで知られる

## 古代・中世イスラエル・パレスチナ
- サウル
- ソロモン
- ダビデ
- ユダ・マカバイ
- ヘロデ王
- イエス・キリスト
- ヒレル
- シャンマイ
- フラウィウス・ヨセフス
- ユダ・ハ＝ナシ
- シモン・バル＝ヨハイ
- ユスティノス（キリスト教徒）
- シモン・ベン・ラキシュ (3世紀)
- モーシェ・ベン・ナフマン・ジェロンディ（ナフマニデス、ラムバン） - ラビ・哲学者・聖書注解・カバラ研究
- イツハク・ルリア
- モーセ・コルドベロ
- ヨセフ・カロ - 哲学者・タルムード学者
- モーシェ・アルカビツ
  - シェローモー・アルカビツ（シュロモ） - イスラエルの地のラビ。安息日の迎えのピユート「レハー・ドディー」の作者
- マイモニデス - 一時帰還するが、エジプトに移った

## イスラエルで活躍した人物、通過した人物（イスラエルの歴史に縁のある人物）
- アルベルト・アインシュタイン
- ウォルター・アビッシュ - 作家
- エリーザベト
- アーブラハム・ツヴィ・イーデルゾーン - 音楽学者
- フェリックス・ガリミル - ヴァイオリニスト
- アーサー・ケストラー
- ダニエル・ジェイコブソン（ヤーコプソン） - 南アフリカの作家
- オスカル・シンドラー（エルサレムに埋葬。ローマ・カトリック）
- ウィリアム・スタインバーグ - パレスチナ交響楽団（イスラエル・フィルハーモニー管弦楽団）創設関係者
- ヒルデ・ツァデック
- マルティン・ノート - ドイツのキリスト教聖書学者。イスラエルで生涯を終えた
- シュテファン・ハイム - 作家。ハインリヒ・ハイネ会議中に亡くなった
- マイケル・バーネット
- セオドア・ビケル
- ヴォルフガング・ヒルデスハイマー
- ルーカス・フォス - パレスチナ交響楽団（イスラエル・フィルハーモニー管弦楽団）創設関係者
- ブロニスワフ・フベルマン - パレスチナ交響楽団（イスラエル・フィルハーモニー管弦楽団）創設関係者
- ドロシー・ホジキン
- ズビン・メータ （インド人指揮者。イスラエル・フィルハーモニー管弦楽団音楽顧問）
- フィリップ・ラーヴ
- マイアー・ランスキー
- モーゼス・ハイム・ルッツァット
- アブラハム・ロビンソン - 数学者
- クドー･ユーヤ

関連：ヘブライ大学、イスラエルの大学の一覧

## 在外
- イヴァン・アタル - フランスの俳優
- ニック・カーター
- サシャ・バロン・コーエン - イギリスのコメディアン
- ニコラス・マスー - チリのテニス選手